# Sigeryk
Sigeryk (ur. ?, zm. w 415) – król Wizygotów, zwany „siedmiodniowym królem”.
W 415 roku w Barcelonie dokonał zamachu na dotychczasowego króla Wizygotów, Ataulfa. Krótko jednak cieszył się władzą, gdyż został zamordowany tydzień później. Jego następcą został Walia.